# Aéroport de Yasawa
L'aéroport de Yasawa est un aéroport situé aux Fidji.